# Agustina Suásquita
Agustina Suásquita (Córdoba, 15 de marzo de 1992) también conocida artísticamente como Papry es una actriz argentina que comenzó su carrera como integrante del grupo Hecatombe!, productora audiovisual reconocida por sus sketches de comedia en la plataforma YouTube y sus obras de teatro. Actualmente, forma parte del elenco de la reconocida serie de netflix "Envidiosa" con su personaje "Leni". 

## Biografía y carrera
Agustina Suásquita nació el 15 de marzo de 1992 en la ciudad de Córdoba, desde muy chica, comenzó a interesarse por
actividades que le permitían expresarse, como la actuación, el canto y el dibujo, las cuales fueron el motor para empezar a formarse en distintas ramas artísticas. Además, se formó también como diseñadora en la universidad, carrera que ejerció por más de siete años. 
En 2012, comenzó junto a un grupo de actores, que en un comienzo eran sus compañeros de colegio, el proyecto Hecatombe!, con el cual subían sketches de comedia en la plataforma YouTube, que rápidamente se convirtieron en un fenómeno viral de las redes sociales. Gracias a videos como «La vida en canciones», el grupo saltó a la fama y comenzó a realizar giras por todo el país  con sus obras de teatro, escritas y protagonizadas por el grupo, entre las cuales se encuentran Boda por la borda (2015-2016), No estamos para esto (2016-2017), Desastre de año nuevo (2017-2018) y Muertos de risa (2019-2020).
En 2018, formó parte del elenco de la serie web Incomunicados. En 2020, incursionó como guionista para la serie Casa de familia, en la cual también se desempeñó como actriz. Luego de cumplir diez años en como integrante de Hecatombe!, "Papryka" decide abandonar el grupo en 2022, mudándose a la ciudad de Buenos Aires para dedicarse exclusivamente a su carrera y a su formación como actriz. De esta manera, "Papryka" formo parte del elenco en las películas Hoy se arregla el mundo (2022), Miénteme (2022) de Prime Video, El gerente (2022) de Paramount+. "Coppola, el representante" (2023) de Disney y "Envidiosa"(2024) la exitosa producción de Netflix.
En sus redes sociales, "Papryka" desarrolla un contenido donde logra fusionar la actuación, el diseño y la moda, convirtiéndose en una personalidad de mucha influencia en el público joven que la acompaña incondicionalmente en sus proyectos.

## Vida personal
En 2015, Suásquita inició una relación sentimental con el músico Tomás Ferrero (Rayos Laser), con quien permanece en pareja hasta la actualidad. 

## Filmografía

### Cine
| Año  | Título                  | Papel  | Dirección          |
| ---- | ----------------------- | ------ | ------------------ |
| 2022 | Hoy se arregla el mundo | Eliana | Ariel Winograd     |
| 2022 | Miénteme                |        | Sebastián Schindel |
| 2022 | El gerente              | Vicky  | Ariel Winograd     |

### Televisión
| Año  | Título                    | Papel        | Notas          |
| ---- | ------------------------- | ------------ | -------------- |
| 2024 | Coppola, el representante | «La Yeya»    | Ariel Winograd |
| 2025 | Envidiosa                 | Elena «Leni» | Temporada 2    |

### Web
| Año  | Título          | Papel   | Notas       |
| ---- | --------------- | ------- | ----------- |
| 2018 | Incomunicados   | Blanca  | 6 episodios |
| 2020 | Casa de familia | Julieta | 6 episodios |

### Podcasts
- 2020: Mision presidencial
- 2021: Checklist

## Teatro
| Año       | Título                | Papel    |
| --------- | --------------------- | -------- |
| 2015-2016 | Boda por la borda     | Victoria |
| 2016-2017 | No estamos para esto  | Varios   |
| 2017-2018 | Desastre de año nuevo | Violeta  |
| 2019-2020 | Boda por la borda     | Victoria |
| 2020-2021 | Muertos de risa       | Raquel   |

## Premios y nominaciones
| Año  | Organización   | Categoría               | Trabajo               | Resultado | Ref(s) |
| ---- | -------------- | ----------------------- | --------------------- | --------- | ------ |
| 2018 | Premios Carlos | Mejor actriz            | Desastre de año nuevo | Ganadora  | [ 14 ] |
| 2018 | Premios VOS    | Mejor actriz            | Desastre de año nuevo | Nominada  | [ 15 ] |
| 2019 | Premios Carlos | Mejor actriz de reparto | Boda por la borda     | Nominada  | [ 16 ] |
| 2019 | Premios VOS    | Mejor actriz            | Boda por la borda     | Nominada  | [ 17 ] |
| 2020 | Premios Carlos | Mejor actriz            | Muertos de risa       | Nominada  | [ 18 ] |